# 北方钢铁航空

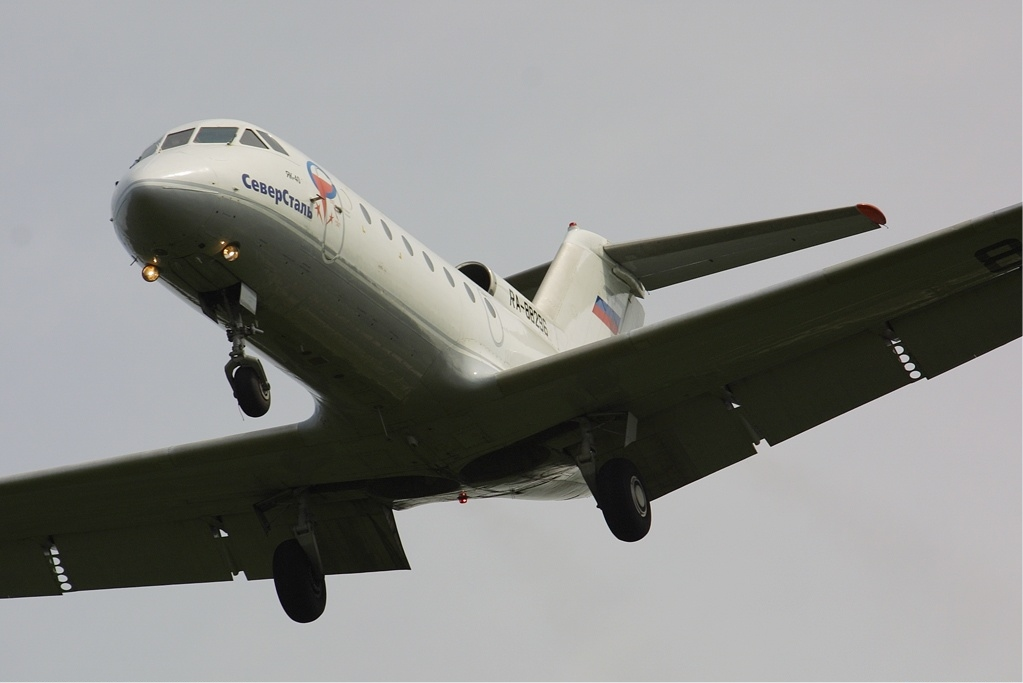
谢韦尔钢铁航空的一架“雅克列夫”（Yak-40）小型民航客机。

北方钢铁航空（俄语：Северсталь，也可音译为“谢韦尔钢铁航空”）是一家俄罗斯航空公司，总部位于切列波韦茨市的切列波韦茨机场。